# Zirc
Zirc è una città di 7.157 abitanti situata nella contea di Veszprém, nell'Ungheria nord-occidentale.

## Monumenti
A Zirc c'è un'abbazia dell'ordine cistercense, in cui risiede l'abate presidente delle 8 case che formano, all'interno dell'ordine, la congregazione zircense, appunto.

## Amministrazione

### Gemellaggi
- Pohlheim, Germania
- Baraolt, Romania
- Nivala, Finlandia